# Kristološki naslovi Isusa iz Nazareta
Kristološki naslovi Isusa iz Nazareta govore nešto o njemu kao osobi potičući istovremeno mnoga pitanja. Za Isusa iz Nazareta se zna tko je i odakle potječe. Njegovo porijeklo otkriva da je, naizgled, kao i svi drugi ljudi, ali njegov život, njegova poruka, njegov utjecaj koji traje do današnjih dana ne jenjavaju; to govori da je on i mnogo više od onoga što se na prvi pogled čini (usp. Iv 8,23). O tome govore mnogi naslovi koji su mu tijekom života, ali i poslije pridavani te se i danas vežu uz njegovu osobu. 
U prošlosti se za označavanje i razlikovanje osoba koristilo osobno ime, ono koje im je dano, prezimena nije bilo, bar ne u današnjem smislu riječi. Ime u biblijskom kontekstu nije označavalo samo naziv koji smo dobili tijekom rođenja, već je ime označavalo osobu i njezine karakteristike; tko ta osoba jest po sebi. Kako bi se moglo razlikovati ime koje je nosilo više ljudi, uz vlastito ime pojedine osobe bi se pridodala obilježja po kojima bi se ona moglo razlikovati. Prva prezimena se počinju javljati tek u 11. st., i to ponajprije u Italiji, što se kasnije počelo širiti u druge dijelove starog kontinenta, a kasnije su prezimena prihvaćena u gotovo cijelom svijetu.
U kršćanstvu je najpoznatije ime Isusa iz Nazareta. Ime Isus (hebr. ישוע (Yeshua), grč. Ἰησοῦς, lat. Iesus) znači Bog spašava. Uz ovo ime, ime Emanuel  (hebr. עִמָּנוּאֵל) znači Bog je s nama, također se odnosilo na Isusa, a spominje se već u Starom zavjetu, u kontekstu proročanstva proroka Izaije (Iz 7,14) te u Novom zavjetu, u Matejevom evanđelju (Mt 1,23).
Kad se Isusovo ime, Yehoshua, rastavi na dva dijela, svaki se može pojedinačno analizirati. Dio oshua, od Yehoshua, dolazi od riječi hosanna. Hosanna znači spasi nas, sada, dakle, oblik riječi oshua dio je Isusova imena koji se odnosi na spasenje. Oblik ye, na početku imena Yehoshua, je skraćenica Božjeg imena, Yahweh, tako da bi Yehoshua značilo Yahweh (Jahve) je spasenje.
Uz Isusovo vlastito ime, također su se pridavali atributi koji su pobliže govorili nešto o njegovoj osobi; atributi koji su označavali njegovo podrijetlo (Isus Nazarećanin: Mk 1, 24; Isus Galilejac: Mt 26, 69), ili njegovo zanimanje (Isus, drvodjelja Mk 6,3; u istom citatu se govori o njegovu podrijetlu - Isus, sin Marijin, brat Jakovljev, i Josipov, i Judin i Šimunov: Mt 13,55).
Naslovi nisu isto što i vlastito ime ili prezime već se pridaju ljudima kako bi se odredile njihove specifične uloge koje imaju u zajednici ili društvu, stečene po zaslugama, položaju, zvanju i sl. Svaki naslov ima svoje specifično značenje i podrijetlo, kao što svaki Isusov naslov ima svoje podrijetlo i značenje.

## Krist (Mesija)
Ovaj naslov je toliko korišten uz ime Isusa iz Nazareta i toliko važan da se čini kao njegovo drugo ime ili prezime, iako nije. Riječ Krist dolazi od grč. Χριστός, lat. Christus, hebr. מָשִׁיחַ (maskiakh), aram. מְשִׁיחָא (misikha) što znači pomazanik. 
U Starom zavjetu riječju pomazanik se označavala osoba, najčešće kralj, prorok ili svećenik, koju se smatralo pomazanikom i Jahvinim namjesnikom na zemlji. Jedino se kod Danijela i u Ps 2, 2 ovaj termin primjenjuje u kontekstu iščekivanja budućeg pomazanika. Židovski narod je imao različite slike budućeg pomazanika Božjega; neki su smatrali da će to biti kralj, neki prorok, drugi su ga očekivali kao svećenika, neki i kao ratničkog vođu.
U Novom zavjetu se značenje riječi Mesija pojavljuje u Ivanovu evanđelju na dva mjesta (Iv 1,41 i Iv 4, 25), te se odnosi isključivo na Isusa. Odgovor na pitanje tko je Krist daje upravo Petar u Mk 8,29, a isti evanđelist već na početku svog evanđelja kaže isto (Mk 1,1). Naslov Mesija je prenesen na Isusa, a on ga nikad nije izričito prihvatio, osim u dijalogu s nežidovkom na zdencu (Iv 4, 25-26).

## Gospodin
Ovaj se naslov upotrebljavao kao izraz poštovanja za osobe koje su na neki način bile superiorne u odnosu na druge, a kasnije se koristi za razne bogove u poganskim religijama i ali i za biblijskoga Boga. 
U Novom zavjetu se grčka riječ Kyrios (κύριος) kao naslov upotrebljava za Isusa iz Nazareta, a u prijevodu bi značila gospodar, odnosno Gospodin. U hebrejskom je za gospodara bila riječ Adonai, koja se u kontekstu hijerarhijskog odnosa pridavala ljudima, a kao gospodaru svega stvorenoga i Bogu. Božje ime na hebrejskom JHVH se vrlo često spominje u Bibliji, a nakon babilonskog sužanjstva Hebreji zamjenjuju to Božje ime (koje se ne smije izgovarati) riječju Adonai; oba se termina koriste istodobno na više mjesta u Bibliji (Ps 110, 1, Br 36,2, itd). Ovaj je naslov toliko snažan i utjecajan da se koristi i u liturgiji (usp. Mt 8,8 i Lk 7,6). Kod Pavla se jasno očituje jasnoća, jasno izricanje i vjerodostojnost, osobito u Rim 10,9, što je ujedno i kratka formula vjere, a govori o ispovijesti vjere u Isusa kao Sina Božjega.
Rani kršćani su ovaj termin koristili kako bi implicirali apsolutno gospodstvo Isusa Krista, te je ključan za razvoj novozavjetne kristologije, gdje je koncept riječi Kyrios uključivao Isusovu preegzistenciju; to jest u određivanju Isusa kao Kyrios prvi kršćani su izjavili da on nije samo dio povijesti spasenja u prošlosti, niti samo objekt buduće nade, nego živa stvarnost u sadašnjosti - toliko živ da on može ući u zajedništvo sada i ovdje.

## Sin Božji
Iako se u Novom zavjetu ovaj naslov pridaje Isusu Kristu kao jasna oznaka njegova božanskog identiteta, kroz povijest se primjenjivao i na ljude u smislu njihova posebnog odnosa s Bogom ili bogovima.  
U Starom zavjetu se termin Božji sin ili Božji sinovi pridavao kao naslov raznim subjektima (anđelima: Post 6,2; kraljevima Ps 2,7; dobrim ljudima Mudr 2,18; a služio je i kao oznaka za izraelski narod Izl 4,22).
U Novom zavjetu se ovaj termin koristi za Isusa Krista gotovo od navještaja do razapinjanja na križ. Međutim, iako Isus Boga oslovljava kao Abba, što je aramejski izraz za oca, najčešće od milja (tata), on samoga sebe nikad nije izričito nazvao Sinom Božjim već su mu uvijek drugi pridavali taj izričaj; izravno evanđelist: Mk 1,1; rimski satnik: Mk 15,39; demoni: Mk 3,11; 5,7, dok se sinonimi za isti izričaj koriste na drugim mjestima u Novom zavjetu; glas s neba: Mk 1,11; demoni: Mk 1,24; veliki svećenik: Mk 14, 61. Petar Isusa naziva direktno Sinom Boga živoga, što Isus nije zanijekao (usp. Mt 16,16-17), a svijest o tome tko je on sam može se vidjeti na mnogim mjestima u Novom zavjetu (Mt 11,27, Iv 5,26 itd.). Isus je ovaj termin primjenjivao i na svoje sljedbenike: Mt 5,9, Lk 20,36. Kod Pavla je ovaj izričaj, kao i u cijelom Svetom Pismu, bitan kako bi približio Krista ljudima, što se očituje u ispovijestima vjere naročito: 1Sol 1,9, te tzv. Božje da u 2 Kor 1,19. 

## Sin čovječji
Isus sebe naziva Sinom Čovječjim, te je ovaj termin korišten u sva četiri evanđelja, i u gotovo svim situacijama je to bilo upravo u Isusovim ustima. 
Naslov se odnosi na isticanje nečijeg čovještva, a kasnije se koristi i za moćne nebeske figure, te je zato različitog značenja u različitim kontekstima. 
U Starom zavjetu se naslov sin čovječji (בן–אדם, ben-adam) najviše susreće kod proroka Ezekiela, čak 93 puta. Najčešće se odnosi na ljudska bića u odnosu na anđele i Boga, a prvi puta se taj izraz u Starom zavjetu spominje u Bileamovoj pjesmi: Br 23,19; kod Danijela se ovaj termin prvi puta odnosi na nebesku figuru u Dn 7, 13-14, odakle je mogla kasnije poteći ideja mesijanskog lika u kontekstu židovskog iščekivanja dolaska Mesije.
Iako je za kršćane ovaj naslov ponajprije označavao Isusovu ljudskost, a termin Sin Božji isključivo ono božansko, odnosno oba se pojma označavaju kao oprečna, Isus na pojedinim mjestima u Novom zavjetu ove termine izjednačava (usp. Mk 14, 61).
U sinoptika postoje 3 grupe tekstova u kojima se pojavljuje izraz Sin Čovječji. Prva govori u kontekstu Isusova zemaljskog života; govori o Isusovu ovozemnu djelovanju. Druga skupina govori o patnji Sina Čovječjega; smatra se da su nastali nakon Isusova uskrsnuća. Konačno, tekstovi koji govore o Sinu čovječjem u službi proročkog navještaja, u kontekstu Isusova ponovnog (eshatološkog) dolaska.

## Logos
Kao kristološki naslov ovaj se termin spominje kod samo jednoga svetog pisca evanđelja, točnije u Ivanovu proslovu (grč. λόγος), te u ostalim Ivanovim spisima: poslanici 1Iv 1,1 i Otk 19,13. 
U Proslovu Ivan piše kako je Riječ (Logos) bila u početku, što govori o Isusovoj preegzistenciji, u izričaju da je „Riječ bila u Boga“ govori se o razlici između Boga (Oca) i Isusa (Sina); ho theos i ho logos su jedan nasuprot drugome, oduvijek su bili dvije odvojene osobe, te govori o njihovoj ontološkoj blizini, a izričajem da je Riječ bila Bog se očituje Isusovo božansko podrijetlo i identitet.
Ako se u Ivanovu proslovu usporedi citat Iv 1,1 s Iv 1, 14, jasno se može vidjeti kako je Isus Krist Riječ, Logos koja je postojala od početka; (usp. Post 1,1 i Iv 17,5). 
Nakon Prvog nicejskog (325.) i Kalcedonskog koncila (451.) naizmjenično su korišteni termini Logos i druga božanska osoba, te je na taj način Logos prihvaćen kao jedinstven Isusov naslov, čime je potvrđena trinitarna i kristološka sinteza.

## Prorok
Ovaj se naslov (hebr. נָבִיא(navi), grč. προφήτης (profétés) ne odnosi na osobu koja predviđa budućnost, već se u biblijskom kontekstu definira kao osoba ili glasnik koji govori u ime onoga koji ga je poslao, u ovom kontekstu Boga. U Božje ime prorok može izvoditi čudesna djela, a sve kako bi se Božja poruka mogla što vjernije prenijeti ljudima.
U Starom zavjetu prvi i najveći prorok jest Mojsije. Nakon njega istaknuti proroci su Ilija i Elizej koji su u Božje ime izvodili mnoga čudesa. O prorocima se govori i u proročkim knjigama koje čine četiri velika (Izaija, Jeremija, Ezekiel i Danijel) i dvanaest malih proroka. U Pnz 18, 15-18 se govori o proroku koji će doći, a koji će biti kao Mojsije.
U Mk 8, 27- 30 kada se za Isusa pretpostavlja da je Ivan Krstitelj ili Ilija, međutim, Isus nije jedan od proroka, on je poseban Prorok; on nije Ilija, nego sam Mesija.
U Novom zavjetu prorokom se, uz Isusa, smatralo i Ivana Krstitelja (Mt 11, 7-19, Iv 1, 19,23, Mk 6, 14-16, Mt 21, 11, Lk 7,16,  Iv 6,14) itd.

## Spasitelj
Samo ime Isus znači Bog spašava (Mt 1,21).
U Starom zavjetu se ovaj izričaj pripisivao najčešće vođama (Neh 9,27) koji bi se istaknuli u teškim situacijama i donijeli spasenje narodu, ali se u većini slučajeva koristi kao naslov za Boga.
U Novom zavjetu se kod evanđelista Luke dvaput ovaj termin koristi za novorođenog Isusa iz Nazareta, te jednom na Boga: Lk 1,47. Izričaj ,,Spasitelj svijeta  kao naslov koristi Ivan u Iv 4, 42 te u 1Iv 4,14. U novozavjetnim izričajima je ovaj naslov rijetko korišten.

## Sin Davidov
Ovaj naslov je Izraelov mesijanski naslov, a temelj ima u Natanovu proročanstvu: 2Sam7, 12-14. Kada ovo usporedimo s Mt 21,15, te s Mt 1, 1-17, uočava se kako se ovaj naslov odnosi na Isusa iz Nazareta, Krista. Odlučujuća je činjenica kako je Isus kao sin Davidov povezan s izraelskom mesijanskom tradicijom, na način da se ta tradicija gleda iz posve druge perspektive u kontekstu s Isusom i njegovim životnim poslanjem i ulogom. U evanđeljima se susreće na mnogim mjestima: Mk 10, 47, Mk 11,9, te je prisutan i kod Pavla: Rim, 1,3, 2 Tim 2,8 itd.

## Dobri pastir
(Grčki: ποιμήν ο καλός, poimḗn o kalós)
Kroz Stari zavjet su najpoznatiji pastiri izraelskog naroda upravo bili Božji proroci Mojsije (Izl 3,1), David, prije nego što je pomazan za kralja (1 Sam 16,11), a i Boga se opisuje kao Pastira Izraelova ( Ps 80,1; Post 48,15; Ps 23,1; 28,9; Iz 40,11). Na nekim mjestima u Starom zavjetu proroci izražavaju nadu kako će budući kralj Izraela biti dobar pastir kao David (Ez 34,23; 37,24; Mih 5,1-4).
U Novom zavjetu se ovaj termin susreće kod Ivana (Iv 10,1-21), gdje Isus sama sebe naziva dobrim pastirom; slična je slika upotrjebljena u Ps 23, te sam Isus koristi istu sliku u mnogim svojim parabolama (Mt 18:12-14; 25:31-46). U Otkrivenju Ivan koristi naizmjence termine pastir-janje (Otk 7,17), a osim Ivana, Isus se kao pastir spominje i u kasnijim novozavjetnim tekstovima (1 Pt 5,4; Heb 13,20; 1Pt 2,25).
Jedno od značajnijih mjesta u Ivanovu evanđelju, u kojem Isus iz Nazareta, Krist, istovremeno za sebe indirektno kaže tko je i iskazuje svijest o tome tko on zapravo jest Iv 10, 25-30, gdje se koristi slikom Pastira.

## Janje Božje
(Grčki: αμνος του θεου (amnos tou theou); latinski: Agnus Dei)
U Starom zavjetu su Izraelci imali običaj prinošenja žrtvi Bogu kao zadovoljštine, a izbor je obično bila žrtva janjeta. Prorok Izaija koristi ovaj termin u Četvrtoj pjesmi o sluzi Jahvinom (Iz 53,7), a u Knjizi Izlaska, dok je Bog činio čudesa preko Mojsija kako bi izbavio narod iz Egipta i doveo ga u Obećanu zemlju, večer uoči Pashe Bog zapovijeda da se krvlju janjeta "bez mane, od jedne godine i muško poškrope dovratnik i nadvratnik kuće kako bi ih zaobišao Anđeo smrti (Izl 12,5).
U Novom zavjetu se ovaj termin koristi u Ivanovu evanđelju (Iv 1 29,36), te se ponavlja u (Iv 1, 36), te u Dj 8, 32 i 1Pt 1, 19.

## Novi Adam
Adam je bio prvi čovjek (Post 2), nakon Adamovog neposluha, odnosno grijeha, svaki čovjek je rođen u grijehu po Adamu. Prema Pavlu, Isus je posljednji Adam (1Kor 15,45) koji je došao na zemlju kako bi po poslušnosti prema Ocu otkupio ljude nakon neposluha prvog Adama (Rim 5,14). U tom smislu je i Novi Adam.

## Kralj židovski
Naslov je političkog karaktera, a odnosio se na vođe židovskog naroda.
Naslov kralj židovski se u Novom zavjetu primjenjuje na Isusa prilikom njegova rođenja (Mt 2,2), te još nekoliko puta prilikom njegova suđenja i razapinjanja (Mt 27,42; Mk 15, 32; Iv 1, 49; 12,13), a sam natpis koji je bio na križu prilikom Isusova razapinjanja je glasio Isus Nazarećanin, kralj židovski (Iesus Nasaremus Rex Iudaeorum). 
Isus za sebe kaže da je kralj (Iv 18, 33-38), ali isto tako kaže da njegovo kraljevstvo nije ovozemaljsko (Iv 18,36). 

## Rabbi/učitelj
U židovstvu je rabbi (hebr. רִבִּי) učitelj i tumač Tore, židovske svete knjige koja se u cjelovitosti odnosi na židovske zakone i etičke religiozne tekstove. U prijevodu bi značilo ,,moj učitelju ili ,,moj gospodaru, kako su učenici oslovljavali onoga koji je bio rabbi. 
Rabbi je često uživao ugled i autoritet te je mogao imati i sljedbenike. U evanđeljima je izraz rabbi vrlo čest te se gotovo uvijek odnosi na Isusa iz Nazareta, Krista. Ovaj termin nalazimo u Matejevu, Markovu i Ivanovu evanđelju (grč. ῥαββί (rhabbi), dok se u transkripciji aramejski izraz (Ραββουνει, rabboni) pojavljuje i nakon uskrsnuća kada Marija Magdalena oslovljava Isusa navedenim izrazom (Iv 20,16), a prevodi se kao moj veliki učitelju, te na još jednom mjestu (Mk 10,51). Ovaj izraz, Rabbuni, nema samo značenje učitelja, već posebno, osobno značenje te označava nekoga kao savjetnika i pomoćnika. Ovim su se terminom uglavnom koristili Isusovi učenici, a zanimljivo je kako na Posljednjoj večeri svi učenici oslovljavaju Isusa s Gospodine, dok samo Juda Iškariotski koristi termin Rabbi (Mt 26, 22-25), te još jednom upotrebljava isti izričaj nakon što ga izda svojim poljupcem (Mt 26,49).
Isus je također odbio da ovaj naslov koriste njegovi učenici za same sebe (Mt 23,1-8). Uz ove naslove, u Svetom Pismu je izrečeno još mnogo kristoloških naslova koji se odnose na Isusa Krista, Sina Božjega. Evo samo nekih:
Stvoritelj – (usp. Iz 40,28 i Iv 1,3)
Uskrisitelj – (usp. 1 Sam 2,6 i Iv 5,21)
Sudac – (usp. Jl 4,12 i Iv 5,27)
Svijetlo – (usp. Iz 60, 19-20 i Iv 8,12)
Ja jesam – (usp. Izl 3,14 i Iv 8,58)
Prvi i Posljednji – (usp. Iz 41,4 i Otk 1,8)
Otkupitelj – (usp. Hoš 13,14 i Otk 5,9)
Zaručnik – (usp. Iza 62,5 i Otk 21,2).